# Eurytoma ibaraca
Eurytoma ibaraca är en stekelart som beskrevs av Zerova 2006. Eurytoma ibaraca ingår i släktet Eurytoma och familjen kragglanssteklar. Inga underarter finns listade i Catalogue of Life.